# Snilesworth
Snilesworth var en civil parish från 1866 till 1986 då den blev en del av Hawnby, i grevskapet North Yorkshire, i England. Civil parish var belägen 15 km från Northallerton och hade 42 invånare år 1971.